# Възнесение Господне (Мало Рувци)
„Възнесение Господне/Христово“ или „Свети Спас“ (на македонска литературна норма: „Вознесение Господне/Христово“, „Свети Спас“) е православна възрожденска църква в прилепското село Мало Рувци, Северна Македония. Църквата е под управлението на Преспанско-Пелагонийската епархия на Македонската православна църква.
Църквата е издигната в 1892 година от майстор Христо Тасламичев по инициатива на парохийския свещеник Анастас Н. Налетов. Представлява еднокорабна сграда с полукръгла апсида на източната страна.
В църквата има находки от римско време. В олтара като база на честната трапеза служи дял от мраморен стълб, който на едната страна има релефно изображение на конник, а на противоположната права женска фигура. До църквата има фрагментирана плоча от бял мрамор с релефно представена розета и втора с гирлядна на челната страна и два релефни бюста.
Иконите в храма са дело на прилепския зограф Иван Апостолов.
- Отец Анастас Налетов
- Царските двери
- Медальон на Исус Христос